# Baños de Río Tobía
Baños de Río Tobía és un municipi de la Rioja, a la Rioja Alta.

## Personatges il·lustres
- Eduardo Martínez Somalo (1927-): Cardenal i camarlenc papal
- Abel San Martín Campos "Barberito I" (1927-1980): Pilotari campió d'Espanya de mà individual
- Domingo Salazar (1525-1594): Arquebisbe de Manila
- Benet Ignasi de Salazar (1615-1692) Bisbe de Barcelona i President de la Generalitat de Catalunya entre (1689-1692)